# Sexuality
Albums de Sébastien Tellier
Universe
(2006) My God Is Blue
(2012)
Sexuality est le troisième album studio de l'artiste français Sébastien Tellier, sorti le 25 février 2008 sur le label indépendant Record Makers.

## Genèse de l'album
Comme l'indique son nom, l'album est centré sur la sexualité. Sébastien Tellier poursuit ici un processus entamé avec ses deux premiers albums, L'Incroyable Vérité (2001) et Politics (2004). Il poursuit une volonté de changement et une quête de vérité. Sur son premier album, Sébastien Tellier pensait que « le plus important était la famille ». Politics était quant à lui consacré à la politique car l'artiste pensait que « tout était géré par elle ». Puis, Sébastien Tellier a découvert que « le sexe domine tout » et que « tout était sexe ». Il a ainsi décidé de consacrer un album entier sur ce thème.
Pour cet album sur le sexe, sa compagne, Amandine de la Richardière, a participé à certains titres de l'album. Au-delà de ses chœurs sur « Kilometer », on peut entendre ses orgasmes sur le titre « Pomme », orgasmes qui auraient été enregistrés pendant un de leurs rapports sexuels.

## Production
La production de l'album a été confiée à Guy-Manuel de Homem-Christo, membre de Daft Punk. Selon Sébastien Tellier, « c'est presque lui qui a fait le disque ». Pour traiter de la sexualité, l'artiste confie qu'il souhaitait un couple, et c'est pour ça qu'il a fait appel à Guy-Manuel de Homem-Christo.

## Liste des chansons
Sébastien Tellier a concouru à l'Eurovision 2008 avec le titre « Divine ».
| No  | Titre                  | Durée |
| --- | ---------------------- | ----- |
| 1.  | Roche                  | 5:01  |
| 2.  | Kilometer              | 4:18  |
| 3.  | Look                   | 4:34  |
| 4.  | Divine                 | 3:08  |
| 5.  | Pomme                  | 3:31  |
| 6.  | Une heure              | 3:51  |
| 7.  | Sexual sportwear       | 7:17  |
| 8.  | Elle                   | 4:37  |
| 9.  | Fingers Of Steel       | 5:15  |
| 10. | Manty                  | 3:31  |
| 11. | L'Amour et la Violence | 5:22  |

## Sexuality Remix
L'album a fait l'objet de nombreux remixes qui ont donné naissance à une nouvelle œuvre en 2010 : Sexuality Remix.
| No  | Titre                                                                                                  | Durée |
| --- | --- | ----- |
| 1.  | Sexual sportwear - SebastiAn Remix                                                                     | 3:39  |
| 2.  | Kilometer - Aeroplane « italo 84 » Remix                                                               | 5:41  |
| 3.  | Roche - Kavinsky Remix                                                                                 | 3:58  |
| 4.  | L'Amour et la Violence - Boys Noize Euro Mix                                                           | 6:38  |
| 5.  | Kilometer - A-Trak Remix                                                                               | 4:11  |
| 6.  | Fingers Of Steel - Hypnolove Remix                                                                     | 5:42  |
| 7.  | Kilometer - Moulinex Remix                                                                             | 6:19  |
| 8.  | Divine - Midnight Juggernauts Remix                                                                    | 4:34  |
| 9.  | Roche - Breakbot Remix                                                                                 | 4:20  |
| 10. | Fingers Of Steel - Penguin Prison Remix                                                                | 5:19  |
| 11. | Kilometer - Arpanet Remix                                                                              | 4:51  |
| 12. | Elle - Kasper Winding Remix                                                                            | 4:30  |
| 13. | L'Amour et la Violence - Floating Points Remix                                                         | 6:08  |
| 14. | Fingers Of Steel - Lazy Flow Remix                                                                     | 5:26  |
| 15. | Sexual sportwear - Donovan Remix (non inclus sur CD et Vinyle, uniquement en digital - téléchargement) | 5:19  |
| 16. | Divine - Danger Remix                                                                                  | 6:22  |